# موتور عبدالحق
موتور عبدالحق یا عبدالباسط رواء روستایی در دهستان حرمک بخش مرکزی شهرستان زاهدان استان سیستان و بلوچستان ایران است.

## جمعیت
بر پایه سرشماری عمومی نفوس و مسکن در سال ۱۳۹۵ جمعیت این روستا ۵۰ نفر (۱۵خانوار) بوده‌است.
۱۴۰۰.  ۷۰.         _